# Lophozia pacifica
Lophozia pacifica là một loài Rêu trong họ Jungermanniaceae. Loài này được Bakalin mô tả khoa học đầu tiên..